# Cisticola robustus
Cisticola robustus là một loài chim trong họ Cisticolidae.